# Corona de vizconde

Corona de vizconde.

La corona de vizconde es la insignia de este título nobiliario, está compuesta por un cerco de metal precioso y pedrería decorado con cuatro puntas elaboradas con el mismo metal que la base y rematadas en sus vértices con perlas.